# کلاه کچل

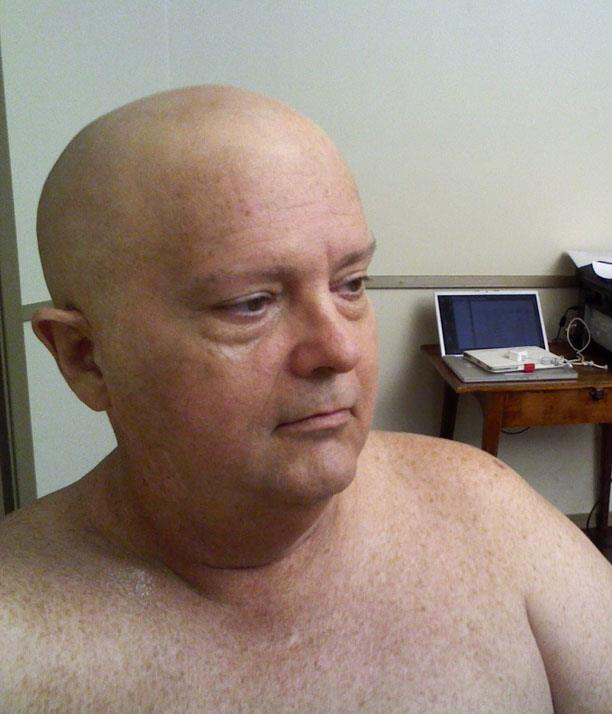
بازیگری با کلاه کچل

کلاه کچل کلاه گیس مانندی است که ظاهر یک سر طاس یا نیمه طاس را شبیه سازی می‌کند. به عنوان بخشی از گریم یک بازیگر، اغلب برای پیرتر نشان دادن فرد استفاده می‌شود.  کلاه‌های کچل یک رسانه همه کاره هستند. آنها اساس بسیاری از آرایش های فانتزی خلاقانه را تشکیل می دهند. 
کلاه های کچل را می‌توان به صورت آماده خریداری کرد یا در محل توسط یک میکاپ آرتیست ساخته شد،  که چندین لایه پلاستیک مایع (مانند لاتکس) را روی یک الگوی ساخته شده با پوشاندن سر بازیگر در فیلم چسبیده اعمال می‌کند. کلاه تمام شده با آدامس روحی یا چسب جراحی به سر بازیگر چسبانده می‌شود و لبه های کلاه با استفاده از تکنیک‌های گریم با پوست بازیگر ترکیب می‌شود.  تقریباً هر رنگی را می‌توان روی کلاهک کچل اعمال کرد تا رنگ و بافتی برای ایجاد ظاهری کچل به آن بدهد تا با رنگ پوست ترکیب شود.
کلاه‌های کچل مورد استفاده در تئاتر از لاستیک ضخیم‌تر ساخته شده‌اند که قرار است به‌سرعت و چندین بار روی آن‌ها قرار بگیرند.  گاهی اوقات از کلاه های کچل درشت‌تر و غیر واقعی‌تر به عنوان بخشی از لباس دلقک استفاده می‌شود. آنها همچنین ممکن است از پلاستیک ساخته شده باشند. 
کلاه‌های کچل ممکن است برای مواردی استفاده شود که بازیگری که مو دارد بخواهد طوری رفتار کند که انگار کلاه گیس بر سر دارد تا کچلی خود را بپوشاند. در این صورت، بازیگر یک کلاه طاس با کلاه گیس در بالای سر خواهد گذاشت. کلاه گیس را می‌توان برداشت تا «کچلی» زیر آن آشکار شود. این ترفند در اپیزود «ارتانازیا» برنامه کمدی بریتانیایی گودیز مورد استفاده قابل توجهی قرار گرفت